# ويليام غراي
ويليام غراي (بالإنجليزية: William Gray)‏ (26 نوفمبر 1864 - 18 ديسمبر 1898) هو لاعب كريكت بريطاني (وحمل سابقاً جنسية المملكة المتحدة لبريطانيا العظمى وأيرلندا).